# Charles Cavendish
Lord Charles Cavendish (n. 17 martie 1704 – d. 28 aprilie 1783) a fost un nobil englez, om politic din partea partidului Whig și om de știință.

## Familie
A fost fiul cel mai mic al lui William Cavendish, al doilea duce de Devonshire și Rachel Russell.
La data de 9 ianuarie 1727, Lord Charles Cavendish s-a căsătorit cu Lady Ann Grey (d. 20 septembrie 1733), fiica lui Henry Grey, 1st Duke of Kent. Au avut împreună doi băieți, Henry Cavendish (n. 10 octombrie 1731 – d. 24 februarie 1810), considerat unul dintre cei mai importanți fizicieni și chimiști ai timpului său, și Frederick Cavendish (n. 24 iunie 1733 – d. 23 februarie 1812).

## Politician
În perioada 1725 - 1741, a fost ales în Camera Comunelor în cadrul Parlamentului britanic.

## Om de știință
În 1757, Royal Society (căreia îi era vicepreședinte) îi acordă Medalia Copley pentru contribuțiile sale în domeniul fabricării termometrelor.